# Międzynarodowa Tenisowa Galeria Sławy

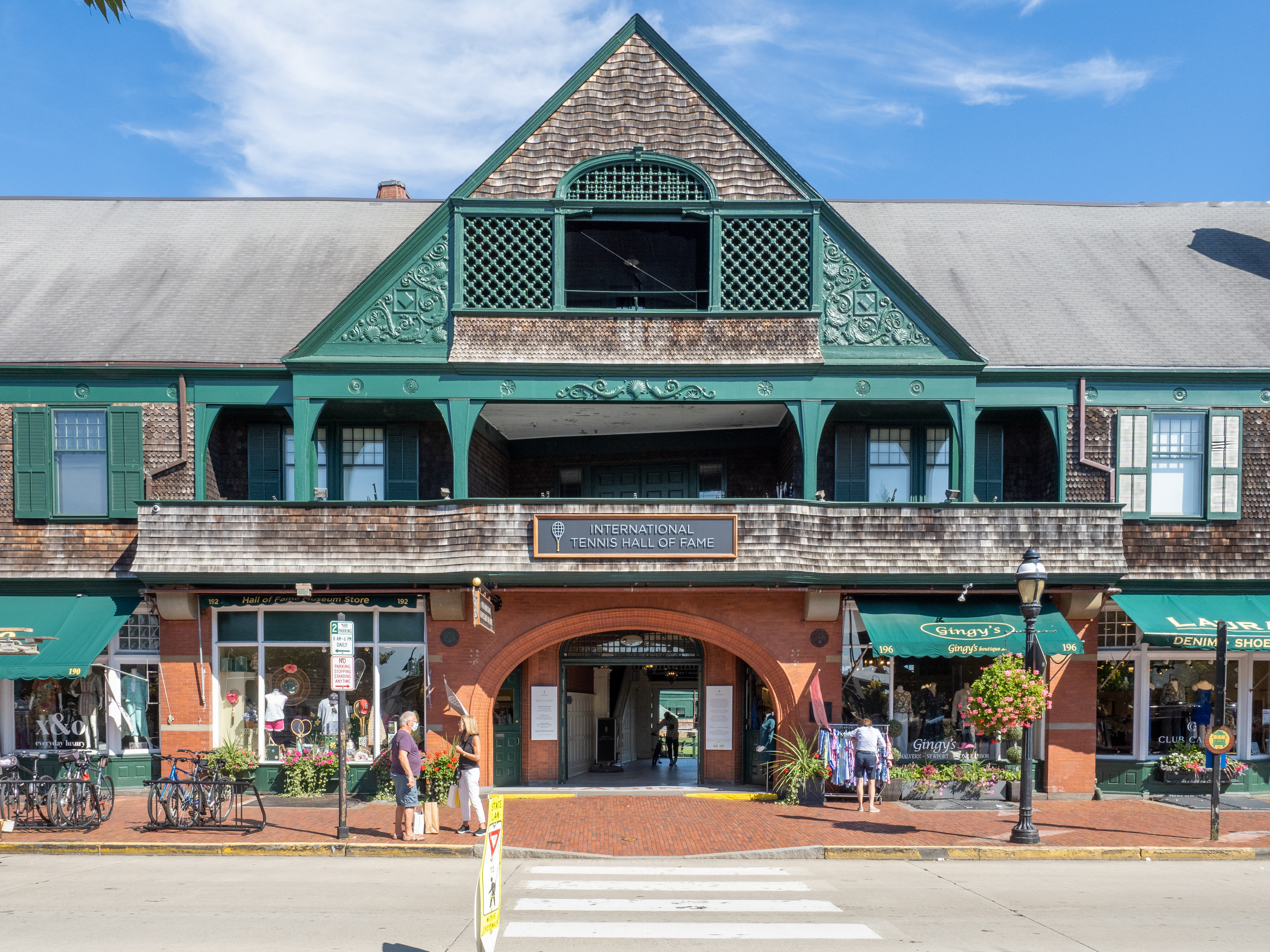

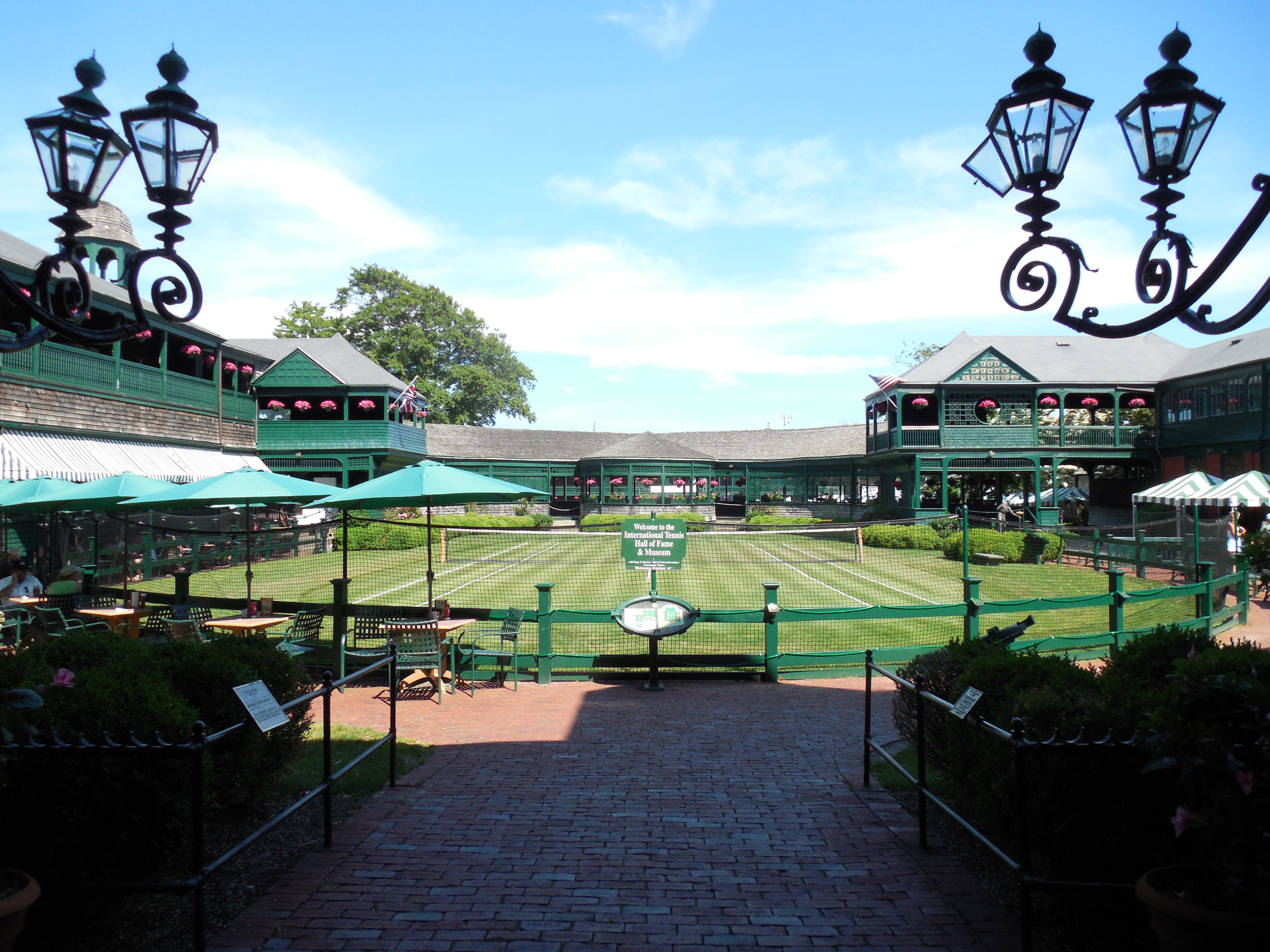

Międzynarodowa Tenisowa Galeria Sławy (ang. International Tennis Hall of Fame) – instytucja zajmująca się upowszechnianiem tenisa, prezentacją tradycji tenisowych kolejnym pokoleniom graczy i kibiców oraz honorowaniem wybitnych zawodników i zawodniczek.
Siedzibą instytucji jest Newport (Rhode Island). Hall of Fame została założona przez amerykańskiego reformatora tenisa, Jamesa Van Alena (twórcę m.in. tenisowego tie-breaka) i oficjalnie uznana przez Amerykański Związek Tenisowy w 1954. W 1986 zyskała również akceptację Międzynarodowej Federacji Tenisowej.
Hall of Fame prowadzi w Newport muzeum; corocznie w lipcu odbywają się w kompleksie tenisowym w Newport turnieje mężczyzn, tradycyjnie kończące sezon tenisowy na nawierzchni trawiastej. W tym okresie odbywa się również uroczystość nadawania członkostwa w Hall of Fame.
Osoby uhonorowane członkostwem w Hall of Fame (zawodnicy, działacze, dziennikarze)
| Rok nadania członkostwa | Imię i nazwisko |
| ----------------------- | --- |
| 1955                    | Richard D. Sears James Dwight Henry Slocum Oliver Campbell Robert Wrenn Malcolm Whitman Joseph Clark                                                                                                |
| 1956                    | William Clothier Dwight Davis Holcombe Ward May Sutton Bundy William Larned Beals Wright |
| 1957                    | Mary K. Browne Maurice McLoughlin Hazel Hotchkiss Wightman Richard N. Williams |
| 1958                    | Bill Johnston / Molla Bjurstedt Mallory Robert Lindley Murray Maud Barger-Wallach |
| 1959                    | Bill Tilden Helen Wills Moody |
| 1961                    | Vincent Richards Frank Hunter Malcolm Chace Fred Alexander Harold Hackett |
| 1962                    | John Doeg Ellsworth Vines Helen Hull Jacobs |
| 1963                    | Wilmer Allison Sarah Palfrey Danzig John Van Ryn Julian Myrick |
| 1964                    | Alice Marble Don Budge George Lott Frank Shields George Adee Sidney Wood |
| 1965                    | Pauline Betz Addie Ellen Hansell Watson Washburn Don McNeill James Van Alen |
| 1966                    | Joe Hunt Frank Parker Theodore Pell Ted Schroeder |
| 1967                    | Bobby Riggs Bill Talbert Margaret Osborne DuPont Louise Brough Clapp |
| 1968                    | Allison Danzig Jack Kramer Maureen Connolly Brinker Pancho González Eleonora Sears |
| 1969                    | Charles Garland Marie Wagner Karl Behr Doris Hart Art Larsen |
| 1970                    | Tony Trabert Perry Jones Shirley Fry-Irvin Clarence Griffin |
| 1971                    | Althea Gibson Elisabeth Moore Vic Seixas Arthur Nielsen |
| 1972                    | Bryan Grant Gardnar Mulloy Elizabeth Ryan |
| 1973                    | Alastair Martin Darlene Hard Gene Mako |
| 1974                    | Bertha Townsend Toulmin Fred Hovey Juliette Atkinson / Bob Falkenburg |
| 1975                    | Lawrence Baker Fred Perry Ellen Roosevelt |
| 1976                    | René Lacoste Jean Borotra Henri Cochet Jacques Brugnon Mabel Cahill Dick Savitt |
| 1977                    | Manuel Alonso Norman Brookes Budge Patty Betty Nuthall Shoemaker Gottfried von Cramm |
| 1978                    | Maria Bueno Pierre Etchebaster Kathleen McKane Godfree Harry Hopman Suzanne Lenglen Anthony Wilding                                                                                                 |
| 1979                    | Margaret Smith Court Jack Crawford Gladys Heldman Al Laney Rafael Osuna Frank Sedgman |
| 1980                    | Ken Rosewall Lew Hoad Reginald Doherty Lawrence Doherty król Szwecji Gustaw V |
| 1981                    | Rod Laver William Ewing Hester Mary Outerbridge Dorothea Douglass Chambers |
| 1982                    | Roy Emerson William McChesney Martin Tom Pettitt Lance Tingay |
| 1983                    | Clarence Clark Lottie Dod Jaroslav Drobný Ernest Renshaw William Renshaw |
| 1984                    | John Bromwich Adrian Quist Neale Fraser Manuel Santana Pancho Segura |
| 1985                    | Arthur Ashe David Gray Ann Haydon-Jones Fred Stolle |
| 1986                    | Dorothy Round Little Chuck McKinley John Newcombe Nicola Pietrangeli Tony Roche Ted Tinling |
| 1987                    | Björn Borg Billie Jean King Dennis Ralston / Alex Olmedo Stan Smith |
| 1988                    | Evonne Goolagong Cawley |
| 1989                    | Gerald Patterson Virginia Wade |
| 1990                    | Joseph F. Cullman Jan Kodeš |
| 1991                    | Ashley Cooper Ilie Năstase Guillermo Vilas |
| 1992                    | Tracy Austin Philippe Chatrier / Bob Hewitt (wykluczony w 2016) Frew McMillan |
| 1993                    | Lamar Hunt Angela Mortimer Barrett |
| 1994                    | Bud Collins / Hana Mandlíková |
| 1995                    | Chris Evert |
| 1996                    | Rosie Casals Dan Maskell |
| 1997                    | Bunny Austin Lesley Turner Bowrey Walter Clopton Wingfield |
| 1998                    | Jimmy Connors Herman David |
| 1999                    | John McEnroe Ken McGregor |
| 2000                    | Malcolm Anderson Robert Kelleher / Martina Navrátilová |
| 2001                    | / Ivan Lendl Mervyn Rose |
| 2002                    | Pam Shriver Mats Wilander |
| 2003                    | Boris Becker Françoise Durr Nancy Richey Brian Tobin |
| 2004                    | Steffi Graf Stefan Edberg Dorothy Cheney |
| 2005                    | Jim Courier Yannick Noah Jana Novotná Butch Buchholz |
| 2006                    | Patrick Rafter Gabriela Sabatini Gianni Clerici Nancye Wynne Bolton Marion Jones Farquhar Arthur Gore Karel Koželuh Herbert Lawford Simone Mathieu Hans Nüsslein                                    |
| 2007                    | Arantxa Sánchez Vicario Pete Sampras Sven Davidson Russ Adams |
| 2008                    | Michael Chang Gene Scott Mark McCormack |
| 2009                    | / Monica Seles Andrés Gimeno Donald Dell Robert Johnson |
| 2010                    | Todd Woodbridge Mark Woodforde Natalla Zwierawa / Gigi Fernández Owen Davidson Brad Parks Derek Hardwick                                                                                            |
| 2011                    | Andre Agassi Fern Lee Kellmeyer |
| 2012                    | Jennifer Capriati Gustavo Kuerten Manuel Orantes Mike Davies Randy Snow |
| 2013                    | Martina Hingis Thelma Coyne Long Cliff Drysdale Charlie Pasarell Ion Țiriac James Outram Anderson Daphne Akhurst Wilfred Baddeley Blanche Bingley Hillyard Charlotte Cooper Sterry Hilde Krahwinkel |
| 2014                    | Lindsay Davenport Chantal Vandierendonck Nick Bollettieri Jane Brown Grimes John Barrett |
| 2015                    | Amélie Mauresmo David Hall Nancy Jeffett |
| 2016                    | Marat Safin Justine Henin Yvon Petra Margaret Scriven |
| 2017                    | Kim Clijsters Andy Roddick Monique Kalkman-van den Bosch Vic Braden Steve Flink |
| 2018                    | Helena Suková Michael Stich |
| 2019                    | Li Na Mary Pierce Jewgienij Kafielnikow |
| 2020                    | Conchita Martínez Goran Ivanišević |
| 2021                    | Lleyton Hewitt Dennis Van der Meer / Original 9 |
| 2023                    | Esther Vergeer Rick Draney |
| 2024                    | Vijay Amritraj Richard Evans Leander Paes |
| 2025                    | Bob Bryan Mike Bryan Maria Szarapowa |